# Santo Domingo (La Rioja, Argentina)
Santo Domingo es una pequeña localidad rural del departamento Famatina, en el norte de la provincia de La Rioja, Argentina.
Se encuentra a unos 5 km hacia el oeste de la localidad de Campanas, sobre el contrafuerte oriental del cordón del Famatina, prácticamente sobre la ribera del río Campanas y a escasa distancia del río Playas. Cuenta con un centro primario de atención en salud y una escuela de carácter rural.
En la localidad se encuentra el oratorio de la Virgen del Valle del Rincón, de arquitectura colonial, construido en el año 1936.
La principal actividad es el cultivo de nogales, vides y otros frutales en pequeña escala, que dependen de los canales y acequias ya que la totalidad de los cultivos es bajo riego.

## Población
Cuenta con 93 habitantes (Indec, 2010), lo que representa un descenso del 29% frente a los 132 habitantes (Indec, 2001) del censo anterior.
| Gráfica de evolución demográfica de Santo Domingo entre 1991 y 2010 |
|                                                                     |
| Fuente: Censos nacionales del INDEC                                 |

Esta localidad muestra una sostenida tendencia al decrecimiento poblacional, y esta situación se evidencia en el número creciente de viviendas desocupadas. El censo realizado en el año 2010, informó acerca de un total de 80 viviendas y solo 93 habitantes.

## Puntos de interés
- Oratorio de la Virgen del Valle del Rincón

- Nogal Cuatricentenario: Se encuentra plantado en la plaza de la localidad. Según algunas versiones, fue plantado por los clérigos jesuitas. Su edad se estima por el grosor de su tronco y ramas principales, que se extienden hasta tocar el piso. Se conserva con vida y aún da frutos.[5]

## Sismicidad
La sismicidad de la región de La Rioja es frecuente y de intensidad baja, y un silencio sísmico de terremotos medios a graves cada 30 años en áreas aleatorias.